# Gilbert Coëffier
Gilbert Coëffier, seigneur de la Bussière et d'Effiat, fut maire de Tours de 1550 à 1551.

## Biographie
D'une famille au service des comtes de Bourbon-Montpensier, Gilbert Coëffier est le fils d'Antoine Coëffier, seigneur des Forges et d'Idogne, receveur des tailles en Bas Limousin, et le petit-fils de Gilbert Coëffier (-1524), commanditaire de l'hôtel Coiffier (Aigueperse) et contrôleur de l'artillerie du connétable de Bourbon.
Il est trésorier de France, général des finances et maître des comptes en Piémont, Savoie et Dauphiné.En 1544, il est remarqué à la bataille de Cérisoles où il est fait chevalier. L'année suivante, le roi lui confie  des courriers pour son fils le dauphin, futur Henri II.
Il est maire de Tours de 1550 à 1551.
En 1557 il fait l'acquisition de la seigneurie d'Effiat, mais aussi de celles de Bussière et de Chazelles (aujourd'hui situé dans le Puy-de-Dôme).
En 1564, Il est nommé maître d'hôtel de Marguerite de France, la fille de François Ier, mariée au duc de Savoie.
Marié en 1545 à Bonne Ruzé, fille du maire Guillaume Ruzé, il est le grand-père du maréchal de France Antoine Coëffier de Ruzé d'Effiat.